# Schaft (Waffentechnik)

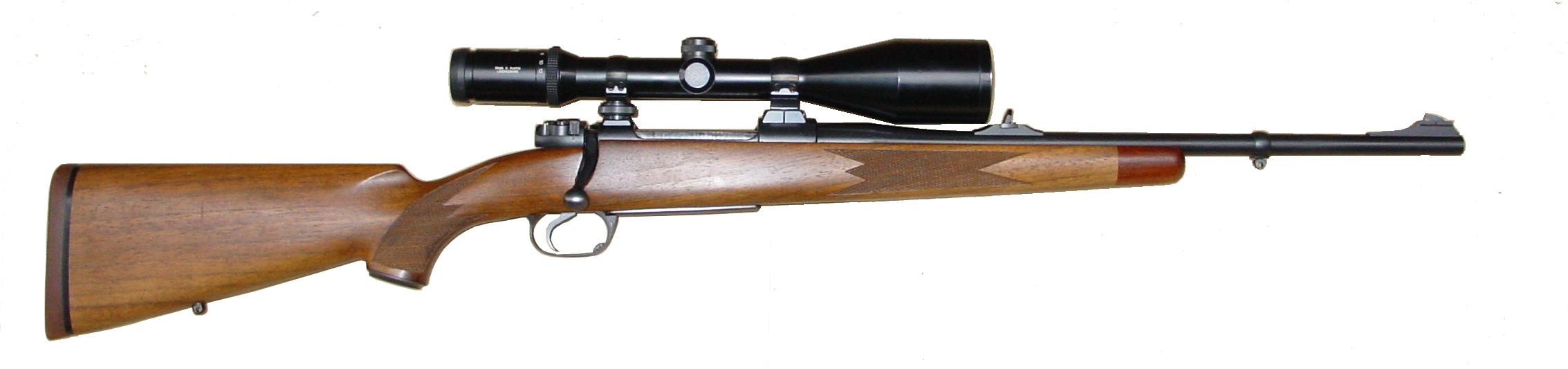
Moderne Repetierbüchse mit Pistolengriff und einem hölzernen Vollschaft

Bei einem Gewehr ist der Schaft ein Bauteil, das entweder alle Hauptbaugruppen miteinander verbindet oder als Griffmöglichkeit und Schulterstütze dient. Kipplaufwaffen und viele andere Gewehre haben einen geteilten Schaft: Vorderschaft und Hinterschaft (auch Kolben genannt). Manche Gewehre haben einen durchgehenden Vollschaft.
Auch andere Waffen können einen Schaft haben, zum Beispiel Pfeile und Speere. Der Schaft hat je nach Art der Waffe eine andere Form und Funktion.

## Schäfte bei Gewehren

### Vorderschaft
Der Vorderschaft befindet sich zwischen Laufmündung und dem Gewehrverschluss. Er kann sich unter dem Lauf befinden oder diesen komplett umschließen. Während bei den meisten Gewehren der vordere Teil des Laufs freiliegt, sind bei Stutzen und Karabinern die Läufe meist bis zur Mündung komplett vom Vorderschaft umgeben und können nicht frei schwingen. Bei manchen Waffen ist durch eine spezielle Lagerung doch ein freies Schwingen möglich.
Der Vorderschaft dient in erster Linie als Griffmöglichkeit für die nicht den Abzug betätigende Hand. Dafür verfügen viele Schäfte auch über eine Fischhaut oder Riffelung als Oberfläche. Dazu kommt unter ästhetischen Gesichtspunkten die Verdeckung von Lauf und Mechanik oder aber ein zusätzlicher Schutz gegen Stöße und Ähnliches. Moderne militärische Waffen verfügen über eine vollständige Ummantelung des Laufs, damit seitlich sowie oben und unten Montageschienen für Zubehör (Lampen, Laser) angebracht werden können. Am Vorderschaft kann ebenfalls ein Pistolengriff angebracht sein.
Bei Vorderschaftrepetierflinten umschließt der Vorderschaft zusätzlich noch das Röhrenmagazin. Er ist in Längsrichtung beweglich angebracht. Wird er bewegt, löst dieses den Auswurf einer abgeschossenen Hülse und das Nachladen einer neuen Patrone aus.

### Hinterschaft

#### Formen

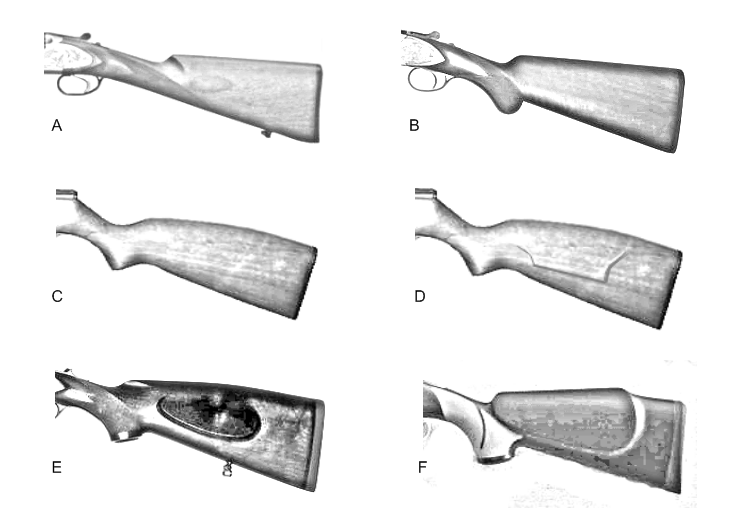
Hinterschäfte, wie sie bei Jagdwaffen Verwendung finden

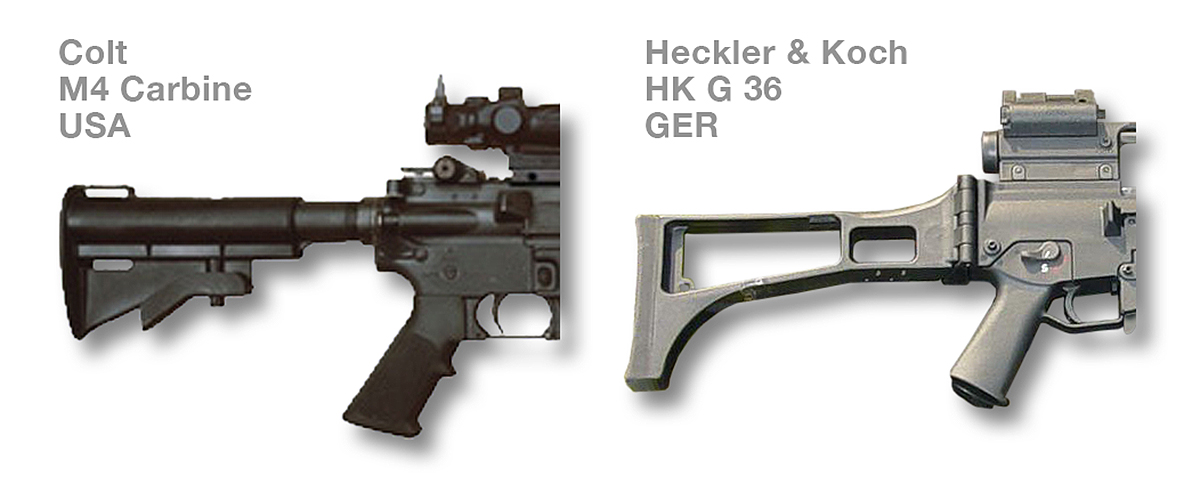
Hinterschäfte, wie sie bei militärischen Waffen genutzt werden. Links einschiebbarer Schaft, rechts Klappschaft

Im jagdlichen Bereich gibt es verschiedene Grundformen, die teilweise auch miteinander kombiniert werden. Das nebenstehende Foto zeigt einige der geläufigsten Varianten.
- A: Englischer Schaft
- B: Schaft mit Pistolengriff
- C: Schaft mit Pistolengriff und Schweinsrücken
- D: Schaft mit Pistolengriff und Schweinsrücken sowie bayrischer Backe
- E: Schaft mit Pistolengriff und Schweinsrücken sowie deutscher Backe
- F: Schaft mit Pistolengriff, Monte-Carlo-Effekt und Monte-Carlo-Backe

Der englische Schaft ist besonders für das Tragen ohne Gewehrriemen geeignet. Ein voluminöserer und nach unten ausgebuchteter Schaft dieser Art wird Schiwyschaft oder auch Fischbauchschaft genannt.
Der deutsche Normalschaft verfügt über einen Pistolengriff und eine zumeist runde Backe. Ist der Pistolengriff nur schwach ausgeprägt, spricht man vom französischen Schaft, ist er besonders stark ausgeprägt, spricht man vom Kaisergriff. Bei manchen Waffen ist der Schaft zudem für ein Daumenloch durchbrochen, so dass der Pistolengriff besser umfasst werden kann.
Der Schweinsrücken (auch Buckelschaft) ist eine besondere Schaftform, bei der der Hinterschaft nach oben gezogen wird, um danach stärker abzufallen. Beim Monte-Carlo-Effekt bildet die Oberkante des Schafts auf den letzten Zentimetern eine Stufe.
Die Backe (Wangenauflage) ist eine Volumenvergrößerung des Schaftes, die es dem Schützen ermöglichen soll, seinen Kopf an den Schaft anzulehnen. Dieses soll eine größere Stabilität für den Schützen erreichen. Ist die Backe hinten kantig, spricht man von einer bayerischen Backe. Wird die Backe bis auf die andere Seite weitergeführt, handelt es sich um eine Überrollbacke. Die Monte-Carlo-Backe ist rund und beginnt direkt an der Oberkante des Schafts.
Für Gewehre mit Zielfernrohr werden Schweinsrücken- und Monte-Carlo-Schäfte bevorzugt, da hier der Kopf höher liegt und somit besser mit der Zielfernrohrachse korrespondiert.
Moderne militärische Gewehre sind darauf ausgelegt, auch im Häuserkampf oder aus Fahrzeugen heraus eingesetzt zu werden. Aus diesem Grund ist der Hinterschaft oft entweder einschiebbar oder faltbar. Hier wird meist der Terminus Schulterstütze verwendet.

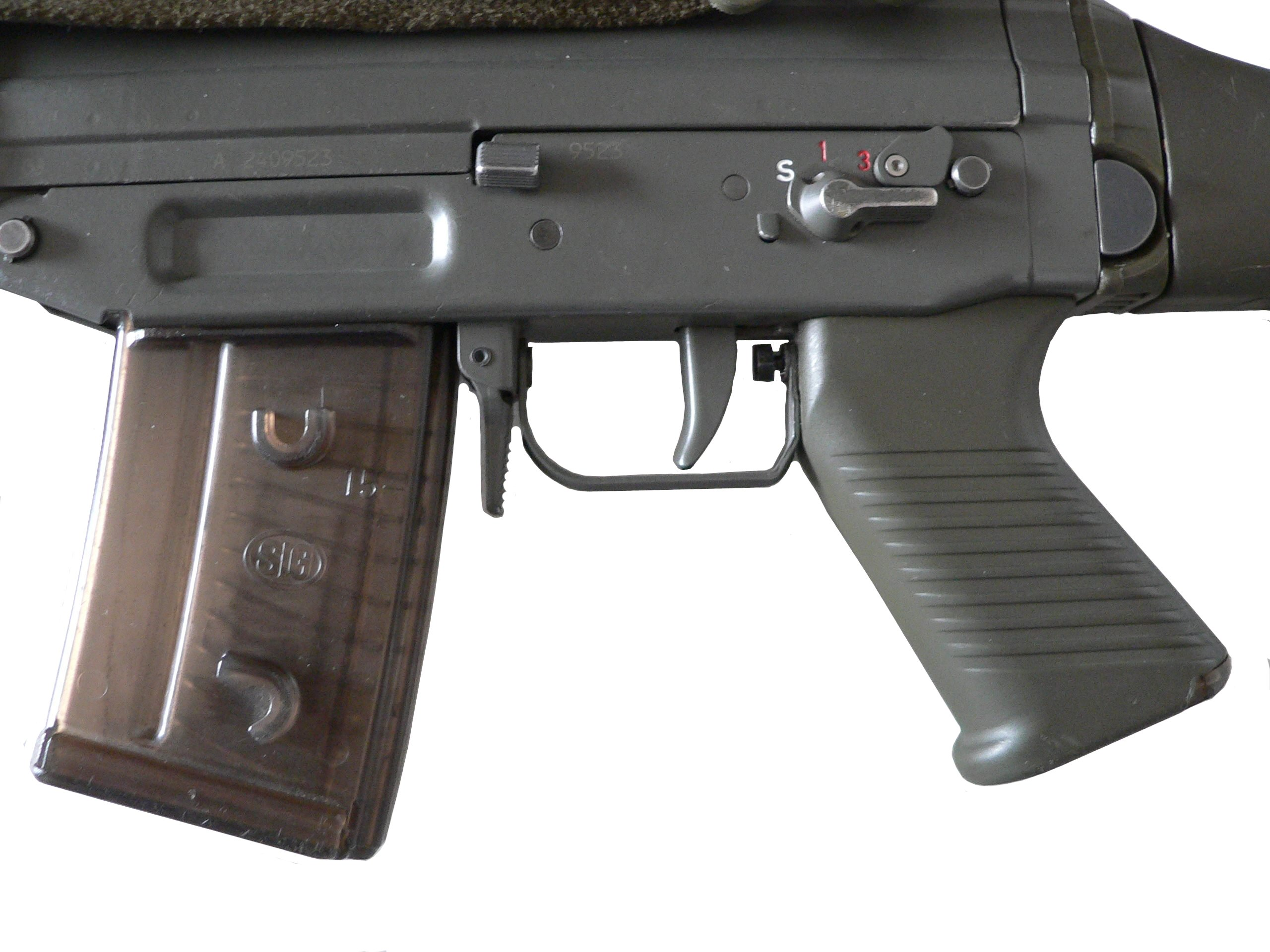
Pistolengriff des SIG 550 (hervorstehend)

### Griffbereich und Griffstücke
Der Griffbereich bei klassischen Schäften wird meist am Übergang vom Vorderschaft zum Hinterschaft so gestaltet, dass der Schütze die Waffe sicher halten und auch den Abzug bedienen kann. Bei Jagdwaffen wird der Bereich häufig mit einer Riffelung versehen, die auch als Fischhaut bekannt ist und die Griffigkeit verbessern soll.
Bei Militärwaffen wird ein Pistolengriff häufig getrennt vom Schaft als eigenständige Baugruppe angebracht.
Bei Maschinenpistolen und anderen militärisch genutzten Waffen wird gelegentlich ein zusätzliches Griffstück am Vorderschaft befestigt, welches Vorderschaftgriff oder Vordergriff genannt wird.

### Schaftmaße

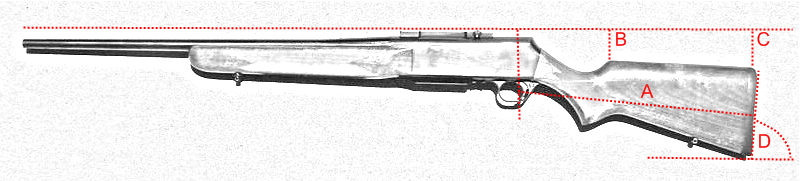
Maße beim Hinterschaft
A: Schaftlänge, B und C: Senkung,
D: Pitch (Winkel)

Nach dem Jägerspruch: Der Lauf schießt, der Schaft trifft! ist es bei Gewehren für einen guten, wiederholgenauen Anschlag wichtig, dass der Schaft zum Schützen passt. Die wichtigsten zu beachtenden Maße stellt die untenstehende Grafik dar. Hierzu gehören die Schaftlänge, die Senkung, also der Unterschied der Schafthöhe zur Visierlinie, und der Winkel der Schulterauflage. Nicht dargestellt ist die Schränkung, also der seitliche Winkel des Schafts im Verhältnis zur Laufachse. Weitere wichtige Maße betreffen den Abstand von Abzug zum Pistolengriff oder zur vorderen Oberkante des Schafts.
Bei Jagdwaffen mit festem Holzschaft ist eine passende Wahl sehr wichtig. Sport- und Militärwaffen verfügen oft über in der Länge verstellbare Schäfte und auch über eine höhenverstellbare Backe. Spezielle Schäfte sind voll verstellbar; diese werden bevorzugt verwendet, um individuelle Schaftmaße für Schützen zu ermitteln.

### Vollschaft

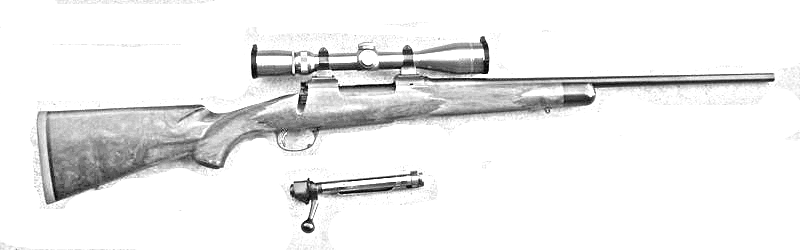
Vollschaft mit Pistolengriff aus Holz, der Schaft reicht ungefähr bis zur halben Lauflänge

Vollschäfte sind aus Holz, Kunststoff, Glasfaser oder Aluminium gefertigt. Sie dienen als Verbindungselement für die Baugruppen der Waffe (Verschluss, Lauf, Abzugsgruppe, Zweibein, Zielfernrohr) und leiten die im Schuss entstehenden Belastungen weiter.
Sie beginnen zwischen Laufmündung und Laufwurzel, umschließen den eigentlichen Verschluss und gehen dann in den Kolben über.
Ein Beispiel funktionellen Designs bietet hier der moderne Schaft des Scharfschützengewehrs DSR No. 1: [Der Schaft ist] ergonomisch auf die Bedürfnisse des Schützen einstellbar mit Springbacke, höhenverstellbarer Schaftkappe, verstellbarer Schaftlänge, Erddorn mit Schnellein- und Feinverstellung, verschiebbares und höhenverstellbares Zweibein sowie verschiebbares Schienenträgerelement am Vorderschaft, ein Reservemagazin ist im Vorderschaft angebracht.
Bei vielen modernen Waffen ist kein durchgehender Schaft mehr vorhanden, sondern ein geteilter Schaft. Den Mittelschaft dabei bildet das Verschlussgehäuse (bei Kipplaufwaffen Basküle) mit Verschluss (Waffentechnik) bzw. Repetiermechanismus.

### Krüppelschaft
Eine weitere Schaftart ist der Krüppelschaft. Es handelt sich hierbei um besonders angepasste Schäfte für Einarmige, Versehrte, Rechtshänder, die mit dem linken Auge zielen (oder umgekehrt), und ähnlich gelagerte Fälle. Solche Schäfte sind gekröpft, stark geschränkt oder mit muschelartigen Ausnehmungen versehen.

### Schaftbettung
Bei den meisten Gewehren ist der vordere Teil des Laufs freiliegend. Der freischwingende Lauf wird üblicherweise zur Steigerung der Präzision an der Laufwurzel gemeinsam mit dem System im Schaft durch Kunstharzbettung im Schaft stabilisiert. Im Hinterschaft ist zusätzlich die Bettung des Systems mit sogenannten Pillars möglich. Bei Stutzen und Karabinern sind die Läufe bis zur Mündung komplett vom Vorderschaft umgeben und können nicht frei schwingen. Die feste Verbindung verhindert unkalkulierbare Zustände zwischen freischwingend und festverbunden. Sie dient insbesondere bei Militärschäften der Stabilisierung für Befestigungen wie Bajonettaufnahmen.

### Schaftverschneidung

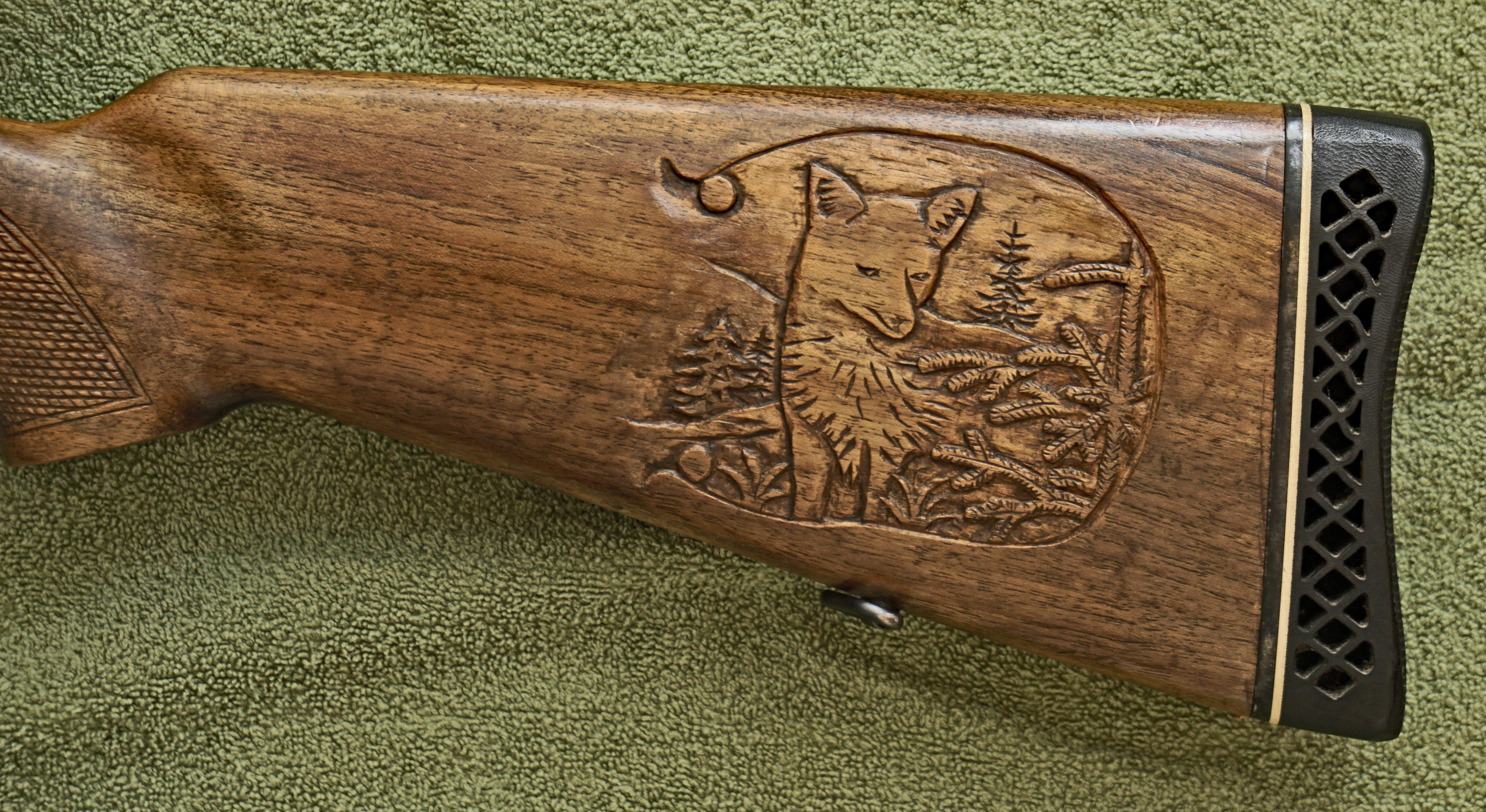
Schaftverschneidung

Unter Schaftverschneidung versteht man eine geschnitzte Verzierung des hölzernen Gewehrschaftes.

## Schäfte bei anderen Waffen
Ein Pfeilschaft ist die Grundstruktur des Pfeils. Vorne ist meist eine Pfeilspitze befestigt, im hinteren Bereich eine die Aerodynamik sichernde Befiederung. Oft ist der Schaft aus Holz.
Auch bei Speeren ist der Schaft der größte Teil der Waffe, nämlich die Stange mit Ausnahme der Spitze. Ähnlich bei anderen Stangenwaffen.
Daneben gibt es Waffen mit kurzem Schaft, zum Beispiel historisch die Streitaxt und den Morgenstern. Hier hat der Schaft die Funktion und das Aussehen eines Griffs, vergleichbar mit dem Schaft von Werkzeugen.